# مزار گل
مزار گل مربوط به دوره تیموریان است و در شهرستان خوسف، روستای گل واقع شده و این اثر در تاریخ ۷ مرداد ۱۳۸۲ با شمارهٔ ثبت ۹۲۹۸ به‌عنوان یکی از آثار ملی ایران به ثبت رسیده است.
بنای تاریخی مزار «شیخ شمس الدین» موسوم به مزار گل در دامنه تپه‌ای در حاشیه جنوبی روستای گل قرار دارد. این بنا شامل یک ایوان در وسط و دو حجره در دو طرف است. دیوارهای حجره غربی از سنگ ساخته شده و از استحکام بیش تری برخوردار است. این حجره مقبره شمس الدین است و با یک گنبد آجری پوشش یافته است. از تزیینات این بخش می‌توان به کاربندی‌های سنگی فیل پوش‌ها، قسمت بالای طاق نماها و زیر ساقه گنبد اشاره کرد. حجره شرقی محل دفن «شیخ ابوسعید» می‌باشد که از خشت ساخته شده است. این حجره به دلیل عدم استحکام، آسیب بیشتری دیده است، قسمت‌هایی از ایوان بنا نیز فرو ریخته است. این ایوان در گذشته دارای طاق‌های جناغی بود، ولی امروزه فقط قسمتی از پایه طاق‌ها که بر روی دیوار حجره غربی قرار دارند، باقی مانده است. بر اساس اسناد مکتوب و سنگ لوحی که در درون مزار قرار دارد، این بنا در دوران تیموری ساخته شده است.